# Jakub Lewicki
Jakub Lewicki (Białystok, 17 settembre 2005) è un calciatore polacco, difensore o centrocampista del Piast Gliwice.

## Carriera
Cresciuto nello Jagiellonia, ha esordito in prima squadra il 1º settembre 2022, nella partita di Coppa di Polonia vinta per 0-1 contro l'Odra Opole; il 23 ottobre segna la prima rete tra i professionisti, in occasione dell'incontro di campionato pareggiato per 2-2 contro lo Śląsk Breslavia, diventando così il secondo giocatore più giovane della storia del club a segnare nella massima serie polacca. Il 6 dicembre firma il primo contratto con i giallorossi, valido fino al 2025.
Il 6 settembre 2024 viene ceduto al Piast Gliwice, con cui si lega fino al 2027.

## Statistiche

### Presenze e reti nei club
Statistiche aggiornate al 15 marzo 2025.
| Stagione           | Squadra            | Campionato         | Campionato | Campionato | Coppe nazionali | Coppe nazionali | Coppe nazionali | Coppe continentali | Coppe continentali | Coppe continentali | Altre coppe | Altre coppe | Altre coppe | Totale | Totale | Totale |
| Stagione           | Squadra            | Comp               | Pres       | Reti       | Comp            | Pres            | Reti            | Comp               | Pres               | Reti               | Comp        | Pres        | Reti        | Pres   | Reti   |        |
| ------------------ | ------------------ | ------------------ | ---------- | ---------- | --------------- | --------------- | --------------- | ------------------ | ------------------ | ------------------ | ----------- | ----------- | ----------- | ------ | ------ | ------ |
| 2022-2023          | Jagiellonia        | EK                 | 19         | 1          | CP              | 2               | 0               | -                  | -                  | -                  | -           | -           | -           | 21     | 1      |        |
| 2023-2024          | Jagiellonia        | EK                 | 20         | 2          | CP              | 2               | 0               | -                  | -                  | -                  | -           | -           | -           | 22     | 2      |        |
| lug.-sett. 2024    | Jagiellonia        | EK                 | 0          | 0          | CP              | 0               | 0               | UCL+UEL+UCoL       | 1+0+0              | 0                  | SP          | 0           | 0           | 1      | 0      |        |
| Totale Jagiellonia | Totale Jagiellonia | Totale Jagiellonia | 39         | 3          |                 | 4               | 0               |                    | 1                  | 0                  |             | 0           | 0           | 44     | 3      |        |
| sett. 2024-2025    | Piast Gliwice      | EK                 | 6          | 0          | CP              | 3               | 0               | -                  | -                  | -                  | -           | -           | -           | 9      | 0      |        |
| Totale carriera    | Totale carriera    | Totale carriera    | 45         | 3          |                 | 7               | 0               |                    | 1                  | 0                  |             | 0           | 0           | 53     | 3      |        |

## Palmarès

### Club

#### Competizioni nazionali
- Campionato polacco: 1

Jagiellonia: 2023-2024